# Plesiococcolepis
Plesiococcolepis è un genere estinto di pesci ossei attinotterigi appartenente ai coccolepididi, vissuto nel Giurassico inferiore nella regione che oggi corrisponde alla Cina. Il genere è rappresentato da una singola specie descritta, Plesiococcolepis hunanensis.

## Descrizione
Plesiococcolepis hunanensis mostra una morfologia compatibile con quella dei rappresentanti della famiglia Coccolepididae, sebbene la sua posizione sistematica esatta sia ancora incerta. Presenta denti grandi e ben distanziati lungo la mandibola, mentre quelli più piccoli della mascella sono fittamente disposti, al contrario di quanto osservato in altre specie simili come Toarcocephalus .
L’opercolo risulta più grande rispetto al subopercolo, che ha forma più alta che larga. Entrambe le strutture mostrano angoli arrotondati. Tra le caratteristiche distintive vi sono anche un sopracleitro allungato (più grande del cleitro), e un margine della mascella molto arcuato. Wang (1977) descrive il rostro come notevolmente sporgente oltre la mandibola, formando un evidente prognatismo, assente in specie affini.
Le ornamentazioni ossee sono descritte come formate da “tubercoli sporgenti”, sebbene non siano documentate in dettaglio e non si osservino nelle specie coeve europee.

## Classificazione
Plesiococcolepis hunanensis è stato descritto per la prima volta da Wang nel 1977, sulla base di fossili provenienti da strati del Giurassico inferiore della provincia di Hunan, in Cina. È considerato uno dei più antichi coccolepiformi noti, di poco anteriore all'affine Toarcocephalus della Germania.
Questo genere riveste interesse per lo studio dell’evoluzione dei coccolepididi e delle loro parentele con altri attinotterigi basali. La sua presenza in Cina suggerisce una possibile origine asiatica dei Coccolepididae.